# بولتون-است، کبک
بولتون-است (به فرانسوی: Bolton-Est) شهری در منطقه شهری مامفرماگوگ ناحیه استری در استان کبک کانادا است. در سرشماری سال ۲۰۱۱ این شهر ۷۷۰ نفر جمعیت داشته‌است و مساحت آن ۸۰٫۷۸ کیلومتر مربع است.